# Eudorellopsis
Eudorellopsis är ett släkte av kräftdjur som beskrevs av Georg Ossian Sars 1882. Eudorellopsis ingår i familjen Leuconidae.
Kladogram enligt Catalogue of Life och Dyntaxa:
| Eudorellopsis | \| \| Eudorellopsis biplicata \| \| \| \| \| \| Eudorellopsis deformis \| \| \| \| \| \| Eudorellopsis derzhavini \| \| \| \| \| \| Eudorellopsis integra \| \| \| \| \| \| Eudorellopsis leuconi \| \| \| \| \| \| Eudorellopsis longirostris \| \| \| \| \| \| Eudorellopsis resima \| \| \| \| \| \| Eudorellopsis uschakovi \| \| \| \| |
|               | \| \| Eudorellopsis biplicata \| \| \| \| \| \| Eudorellopsis deformis \| \| \| \| \| \| Eudorellopsis derzhavini \| \| \| \| \| \| Eudorellopsis integra \| \| \| \| \| \| Eudorellopsis leuconi \| \| \| \| \| \| Eudorellopsis longirostris \| \| \| \| \| \| Eudorellopsis resima \| \| \| \| \| \| Eudorellopsis uschakovi \| \| \| \| |
|               | Alloeoleucon |
|               | |
|               | Americuma |
|               | |
|               | Austroleucon |
|               | |
|               | Bytholeucon |
|               | |
|               | Coricuma |
|               | |
|               | Eudorella |
|               | |
|               | Hemileucon |
|               | |
|               | Heteroleucon |
|               | |
|               | Leucon |
|               | |
|               | Nippoleucon |
|               | |
|               | Ommatoleucon |
|               | |
|               | Paraleucon |
|               | |
|               | Pseudoleucon |
|               | |
|               | Eudorellopsis biplicata |
|               | |
|               | Eudorellopsis deformis |
|               | |
|               | Eudorellopsis derzhavini |
|               | |
|               | Eudorellopsis integra |
|               | |
|               | Eudorellopsis leuconi |
|               | |
|               | Eudorellopsis longirostris |
|               | |
|               | Eudorellopsis resima |
|               | |
|               | Eudorellopsis uschakovi |
|               | |

|  | Eudorellopsis biplicata    |
|  |                            |
|  | Eudorellopsis deformis     |
|  |                            |
|  | Eudorellopsis derzhavini   |
|  |                            |
|  | Eudorellopsis integra      |
|  |                            |
|  | Eudorellopsis leuconi      |
|  |                            |
|  | Eudorellopsis longirostris |
|  |                            |
|  | Eudorellopsis resima       |
|  |                            |
|  | Eudorellopsis uschakovi    |
|  |                            |

## Bildgalleri

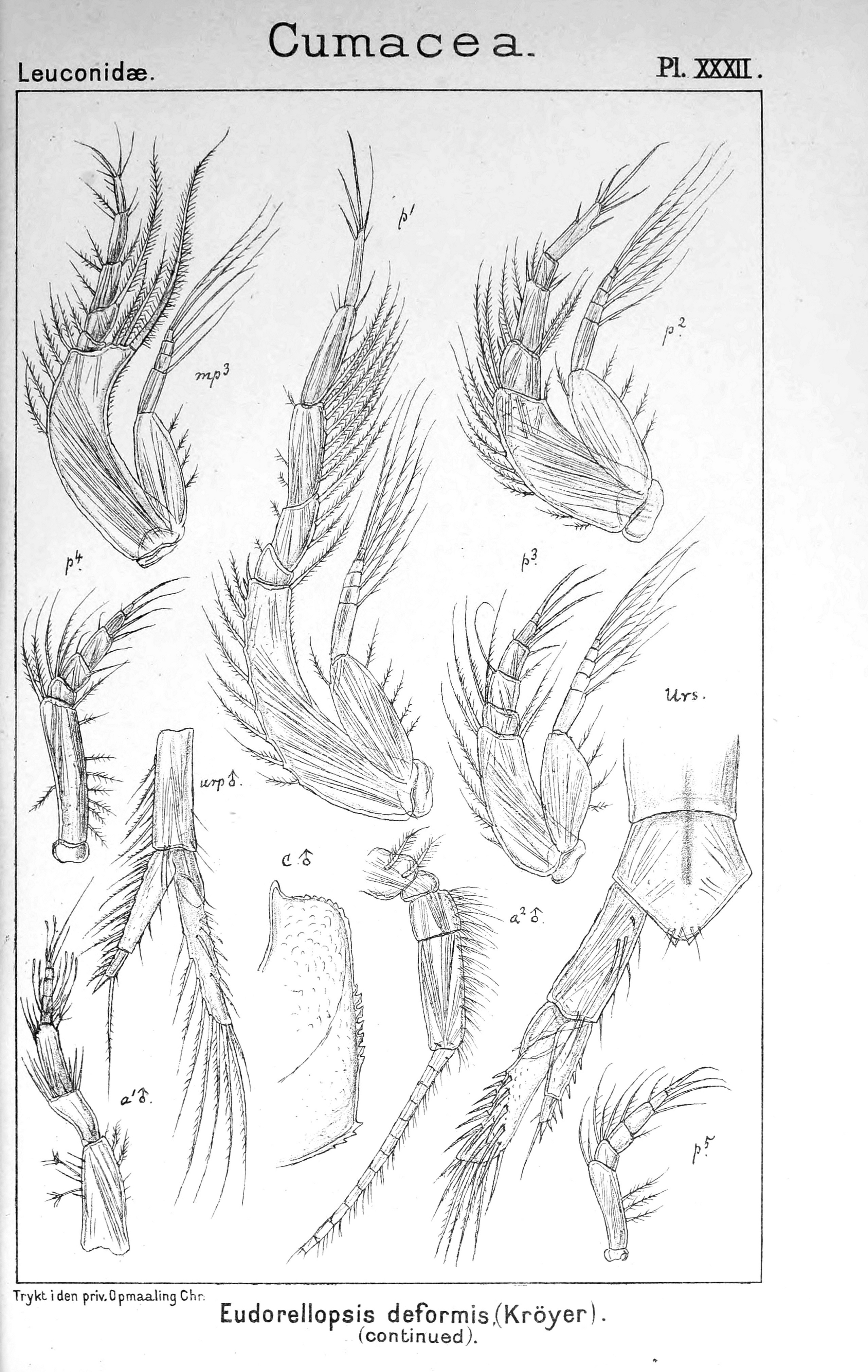
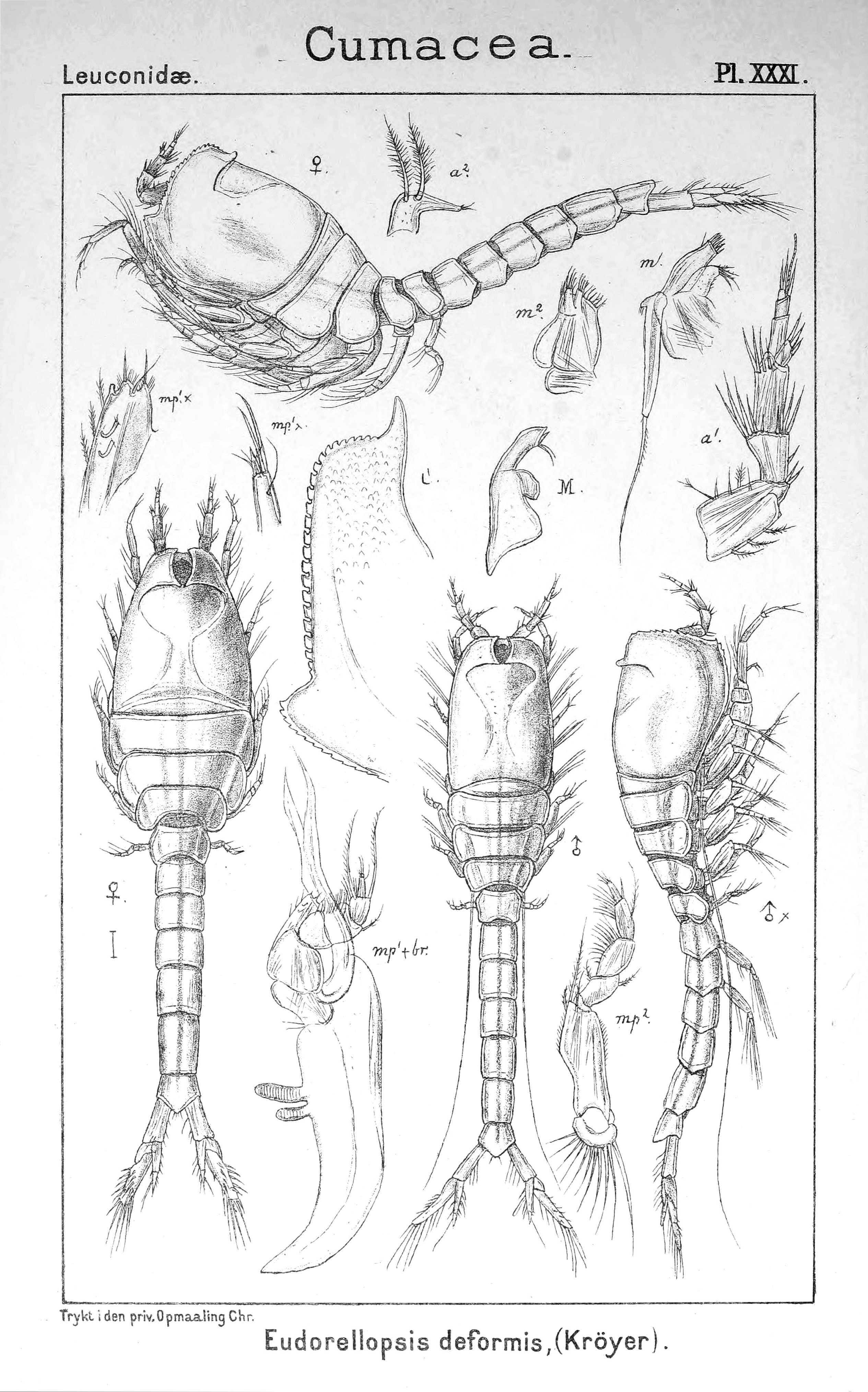